# 悦丽鱼属
悅麗魚屬，是條鰭魚綱䲁形目麗魚科下的一個屬。

## 分類
本屬屬於麗體魚亞科，目前被認可的種如下：
- 阿氏悅麗魚 Laetacara araguaiae
- 彎頭悅麗魚 Laetacara curviceps
- 高背悅麗魚 Laetacara dorsiger
- 黃唇悅麗魚 Laetacara flavilabris
- 黃翼悅麗魚 Laetacara fulvipinnis
- 塞耶氏悅麗魚 Laetacara thayeri